# كويتشي هاشيموتو (كرة قدم)
كويتشي هاشيموتو (باليابانية: 橋本 幸一) (13 يناير 1969 في اليابان – )؛ هو لاعب كرة قدم سابق كان يلعب كلاعب وسط.